# Dolmen de Matança
El dolmen de Matança és un dolmen situat a la zona sud de la freguesia de Matança, municipi de Fornos de Algodres, a la província de Beira Alta, regió del Centre i subregió de la serra da Estrela, a la vora de la carretera que connecta aquella freguesia a la seu de municipi. També es coneix com Orca de Corgas da Matança.
La seua construcció remunta al final del Neolític (prop de 2900-2640 ae) i sembla un llegat dels pobles celtes que van habitar la zona. Presenta cambra funerària de nou puntals, alguns dels quals contenen restes de gravats. No presenta mámoa. Inicialment fou estudiat per José Leite de Vasconcelos a setembre de 1896. Hi trobà diversos artefactes, posteriorment transferits al Museu Etnogràfic Portugués, i actualment al Museu Nacional d'Arqueologia.
Fou classificat per l'IPPAR com a Immoble d'Interés Públic (IIP) pel Decret núm. 44075, DG218 de 5 de desembre de 1961.